# تکنوپولی
تکنوپولی (به انگلیسی: technopoly) از دو واژه تکنولوژی و مونوپولی تشکیل شده‌است و به معنای سلطه تکنولوژی بر فرهنگ جوامع بشر امروزی است.
طبق نظریه نیل پُستمن (جامعه‌شناس آمریکایی) تاریخ فرهنگ بشر به سه دسته تقسیم می‌شود.
1. فرهنگ ابزار
2. فرهنگ تکنوکراسی
3. فرهنگ تکنوپولی

در این میان تکنوپولی همان فرهنگ امروزی بشر است. وجه بارز این فرهنگ گم شدن فرهنگ در هجوم اطلاعات است. فرهنگ اعتبار خود را در تکنولوژی کاوش می‌کند و دستورالعمل‌های خود را از تکنولوژی می‌گیرد. نظام تکنوپولی را می‌توان چنین تعریف کرد «سیستمی که در آن، جامعه انسانی قدرت دفاعی خود را در مقابل سیل اطلاعات و تکنولوژی از دست داده است». بنابراین در نظام تکنوپولی وسیله و هدف یکی می‌شود. استفاده از وسایل آنچنان افزایش پیدا می‌کند که دیگر چرایی این استفاده مطرح نیست. خصلت این نظام، انبوه اطلاعات است که در قالب ابزاری چون کامپیوتر و تلویزیون ایفای نقش می‌کند.